# Mertendorf (Thüringen)

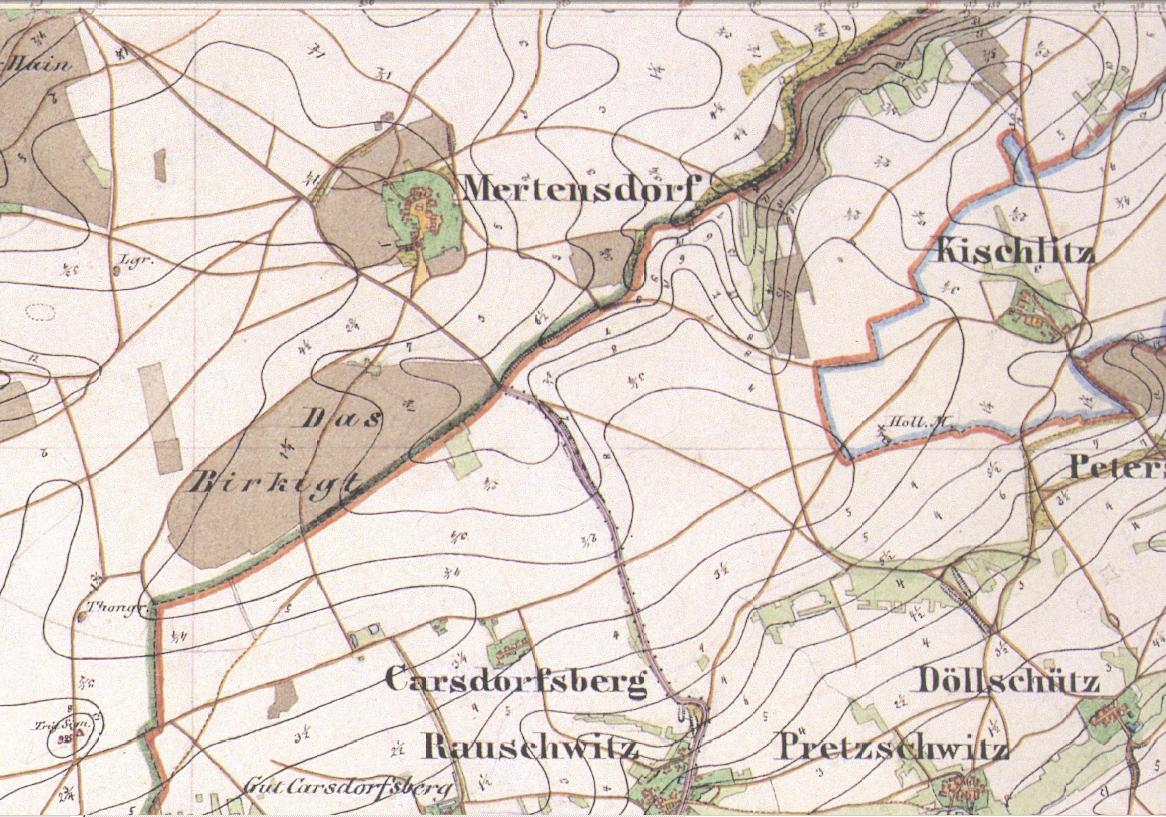
Karte von Mertendorf 1855

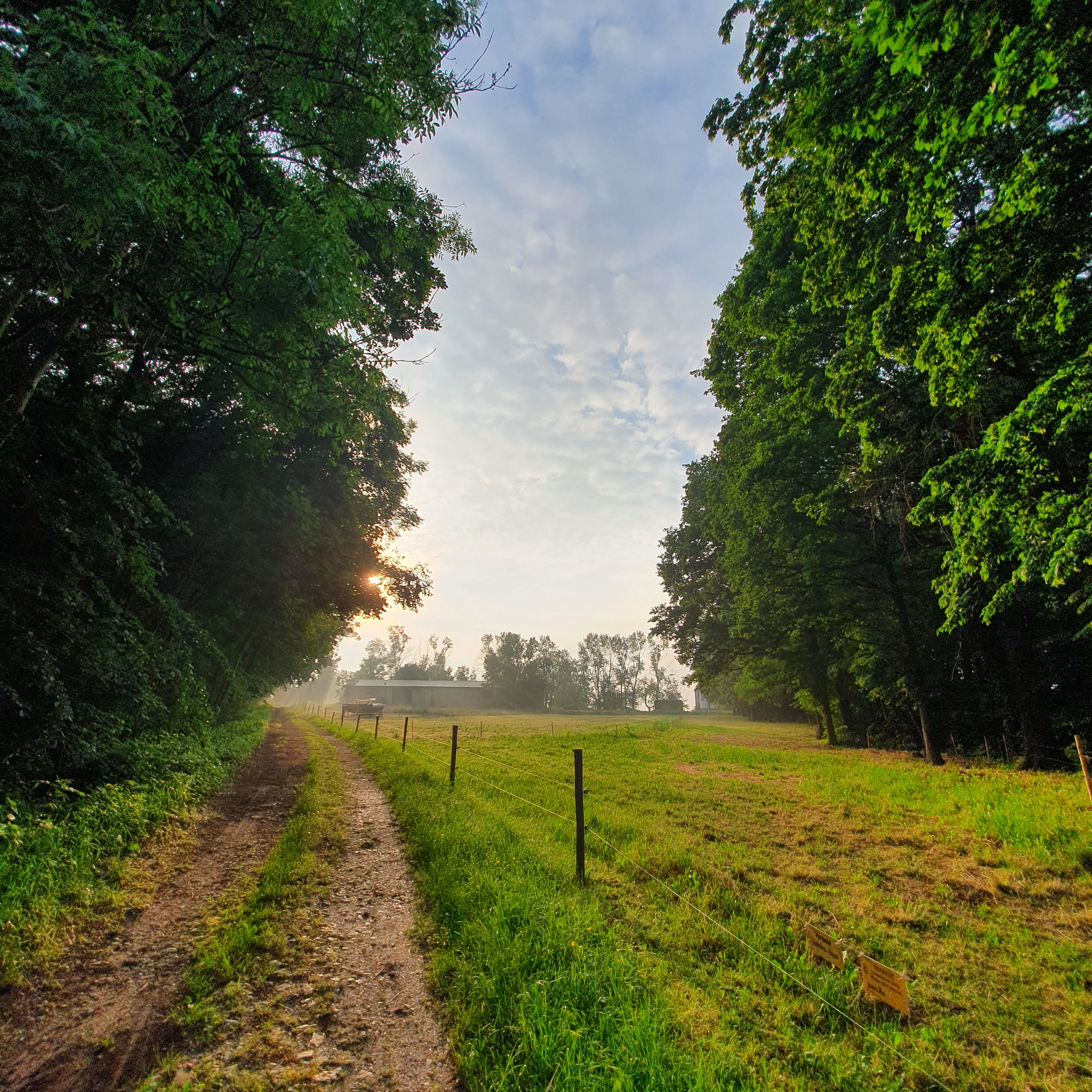
Der Kirchweg bei Mertendorf

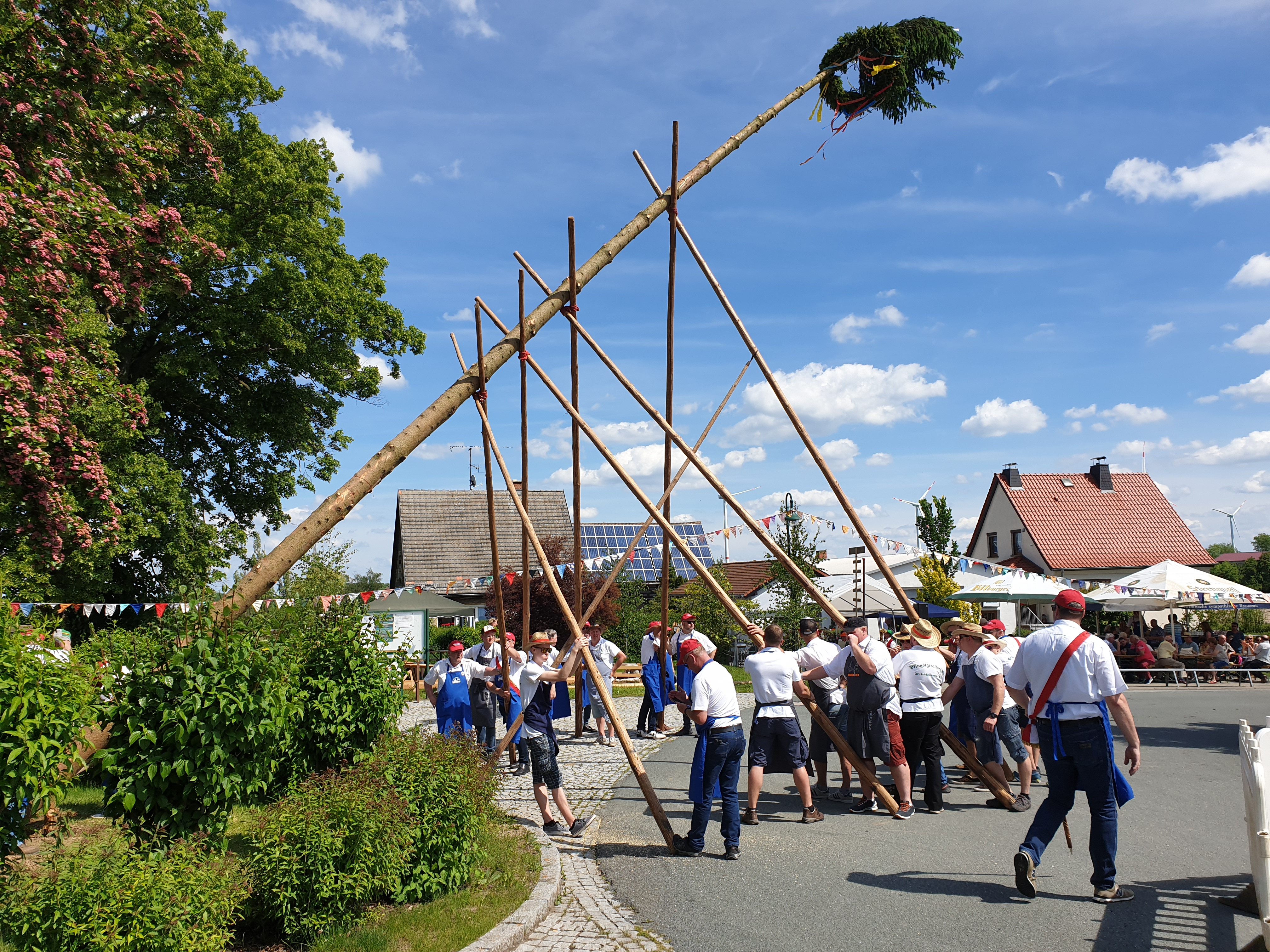
Traditionelles Maibaumsetzen in Mertendorf

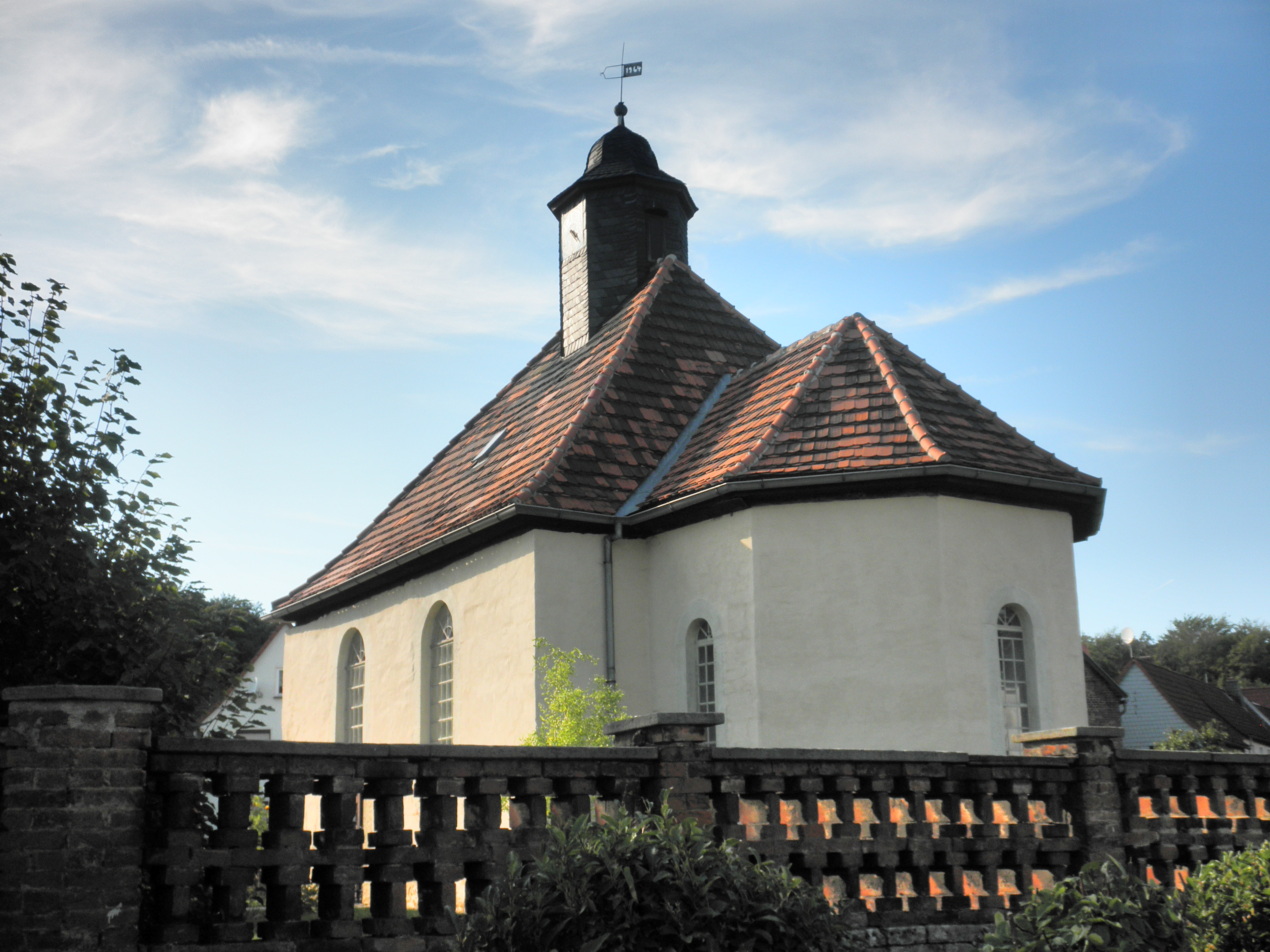
Dorfkirche Mertendorf

Mertendorf ist eine Gemeinde im Saale-Holzland-Kreis. Erfüllende Gemeinde ist die Kreisstadt Eisenberg.

## Geografie
Das in Ostthüringen in Form eines Rundlings liegende Mertendorf befindet sich in einer Entfernung von 7 km von der Stadt Schkölen und der Grenze zu Sachsen-Anhalt. Die Entfernung zu Jena beträgt 20 km, zu Gera 25 km, zu Zeitz 30 km und zu Naumburg 25 km. Der Ort liegt direkt an der Landstraße 1070 zwischen Hermsdorf und Camburg in der Nähe des Tautenburger Walds. Angrenzende Nachbarorte sind die Stadt Bürgel, Poxdorf, Rockau, Wetzdorf, Poppendorf, Kischlitz, Rauschwitz und Karsdorfberg. Die Orte Mertendorf und Rauschwitz trennt der Bach Biehle.
Durch den Ort führt ein Radweg, der den Wanderweg SaaleHorizontale um Jena und den Zuckerbahn-Radweg (ehemalige Bahnstrecke Zeitz–Camburg) verbindet.

## Geschichte
Mertendorf wurde erstmals 1252 im Zusammenhang mit Bauarbeiten an der Lobdeburg bei Jena urkundlich erwähnt. Der Dorfname Mertendorf lautete um 1800 Mertensdorf. Der Sage nach wurde der Ort von Napoleon nicht zerstört, da er damals von Wald umgeben war und nicht gefunden wurde. Im Jahr 2012 beging die Gemeinde feierlich die 760-Jahr-Feier.
Ursprünglich waren die Schenken von Tautenburg Herren über den Ort. Nach dem Aussterben dieses Adelsgeschlechts gehörte Mertendorf ab 1640/52 zum kursächsischen Amt Tautenburg. Mit dem Wiener Kongress kam der Ort 1815 zum Großherzogtum Sachsen-Weimar-Eisenach und wurde 1822 dem Amt Bürgel mit Tautenburg angegliedert. 1850 kam Mertendorf zum Verwaltungsbezirk Weimar II (ab 1868: Verwaltungsbezirk Apolda) des Großherzogtums. Seit 1920 gehört der Ort zum Land Thüringen.
Im Jahr 1951 fand die erste Thüringer Bauernmesse in Mertendorf statt.

## Politik
Die eigenständige Gemeinde wird seit 1. Juli 2022 vom Bürgermeister Frank Treffer und sechs Gemeinderäten geführt.  
Die Verwaltung übernimmt die Stadt Eisenberg als erfüllende Gemeinde. Die Gemeinde hat sich gegen die Thüringer Gebietsreform engagiert.

## Wirtschaft
Im Ort haben sich fünf Firmen angesiedelt, darunter ein Backwarengeschäft, eine Heizungsbaufirma, ein Forstplanungsunternehmen, ein Versandhandel und eine Futtermittelproduktionsfirma. Außerdem wird Landwirtschaft betrieben. Seit dem Jahr 2016 ist der komplette Ort an die zentrale Kläranlage Mertendorf angeschlossen.

## Kultur
Die „Maibaumgesellschaft Mertendorf e. V.“ und die „Heimatfreunde Mertendorf e. V.“ engagieren sich zum Erhalt der Kultur im Ort. Jährlich findet 2 Tage nach Himmelfahrt das traditionelle Maibaumsetzen mit hunderten Besuchern statt. Dabei wird eine 32 m hohe Fichte aufgestellt. Im Juli wird das Straßenfest und im September das Lindenfest begangen. Am 2. Adventswochenende gibt es einen Weihnachtsmarkt.

## Sehenswürdigkeiten
- Evangelische Dorfkirche Mertendorf aus dem 17. Jahrhundert mit der Marienglocke aus dem 15. Jahrhundert
- Kriegerdenkmal für die Opfer der beiden Weltkriege
- Historische, slawische Dorfanlage als Rundling, mit der Kirche als Mittelpunkt
- Friedhof mit Familiengräbern von Großgrundbesitzern und Bauern
- Naturbiotop am Weg Richtung Bürgel
- „Leite“ und der „Pundel“ sind beliebte naturbelassene Wanderziele

## Persönlichkeiten
- Franz Börner, Gastwirt und Hausschlächter
- Heinrich Pohl, erbaute die Neubürgersiedlung nach dem Zweiten Weltkrieg
- Rolf Henn, prägte das Dorf als ehem. VEG-Direktor (Nach dem Bau einer Kälberaufzuchtanlage unter seiner Führung entstanden viele neue Häuser im Ort)
- Erhard Treffer, Bürgermeister mit der längsten Dienstzeit (von 1995 bis 2022) wurde mit der Freiherr von Stein Medaille in Silber ausgezeichnet
- Karsten Schönfeld, lebte 15 Jahre in Mertendorf

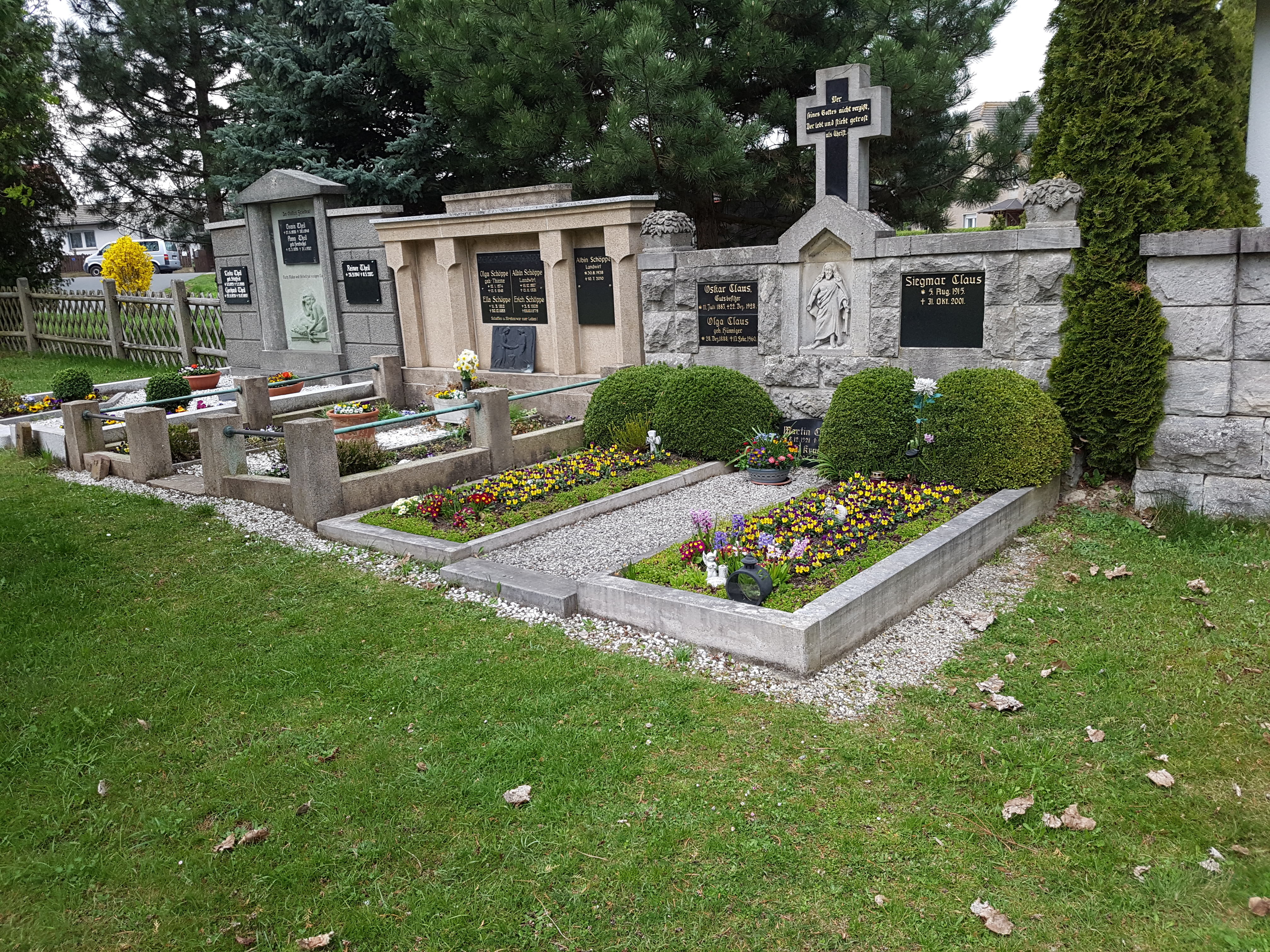
Familiengräber in Mertendorf